# Pseudencyrtus borealis
Pseudencyrtus borealis is een vliesvleugelig insect uit de familie Encyrtidae. De wetenschappelijke naam is voor het eerst geldig gepubliceerd in 1979 door MacGown.